# Travis Stork
Travis Lane Stork, född 9 mars 1972 i Fort Collins, Colorado, är en amerikansk läkare och TV-personlighet, mest känd som programledare för
The Doctors, som i Sverige sänds i TV4.